# 道の駅小松オアシス

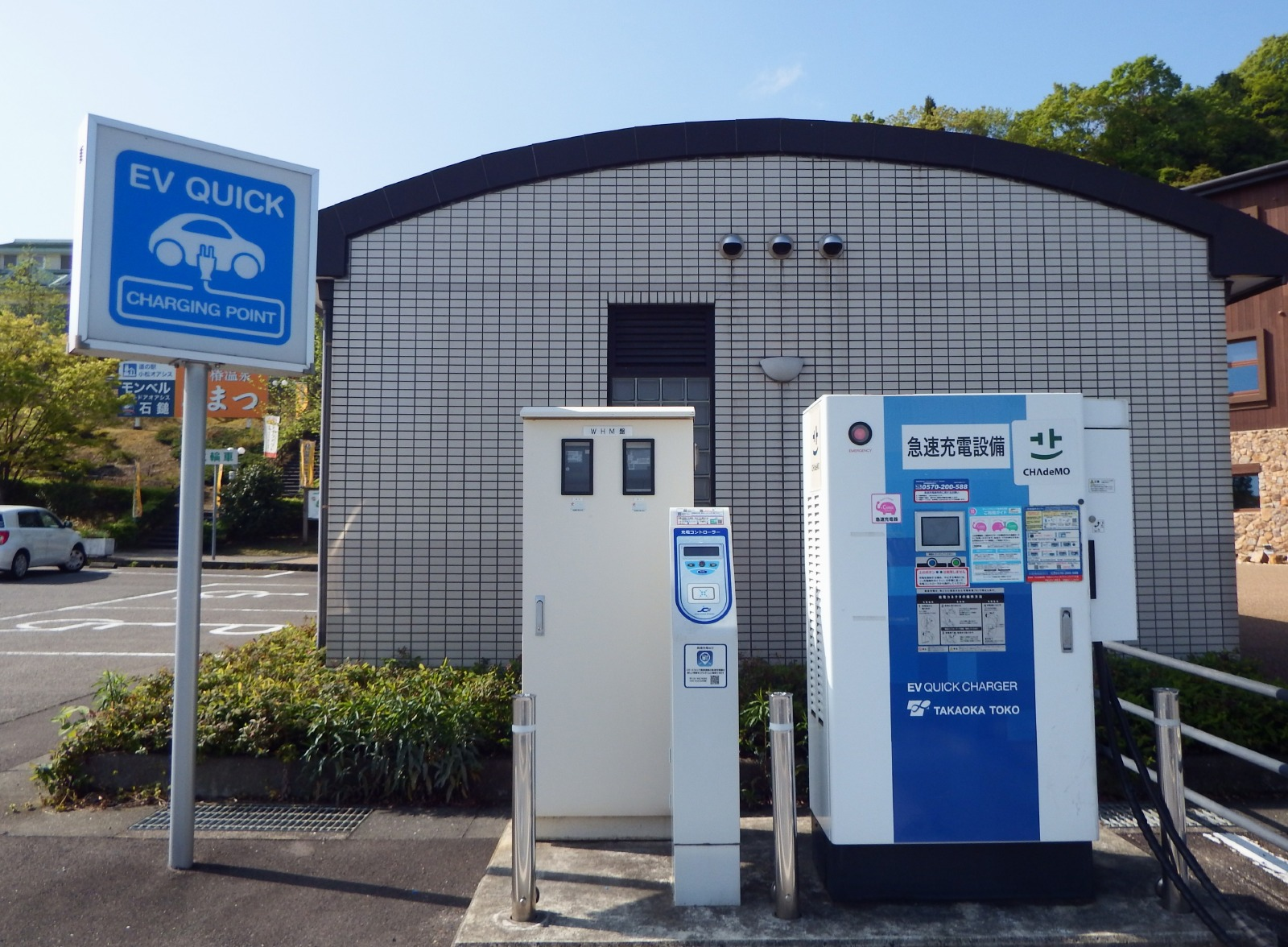
電気自動車用急速充電器

道の駅小松オアシス（みちのえき こまつオアシス）は、愛媛県西条市にある国道11号の道の駅である。
石鎚山サービスエリアに隣接し、一般道だけではなく高速道路からも利用が可能である。

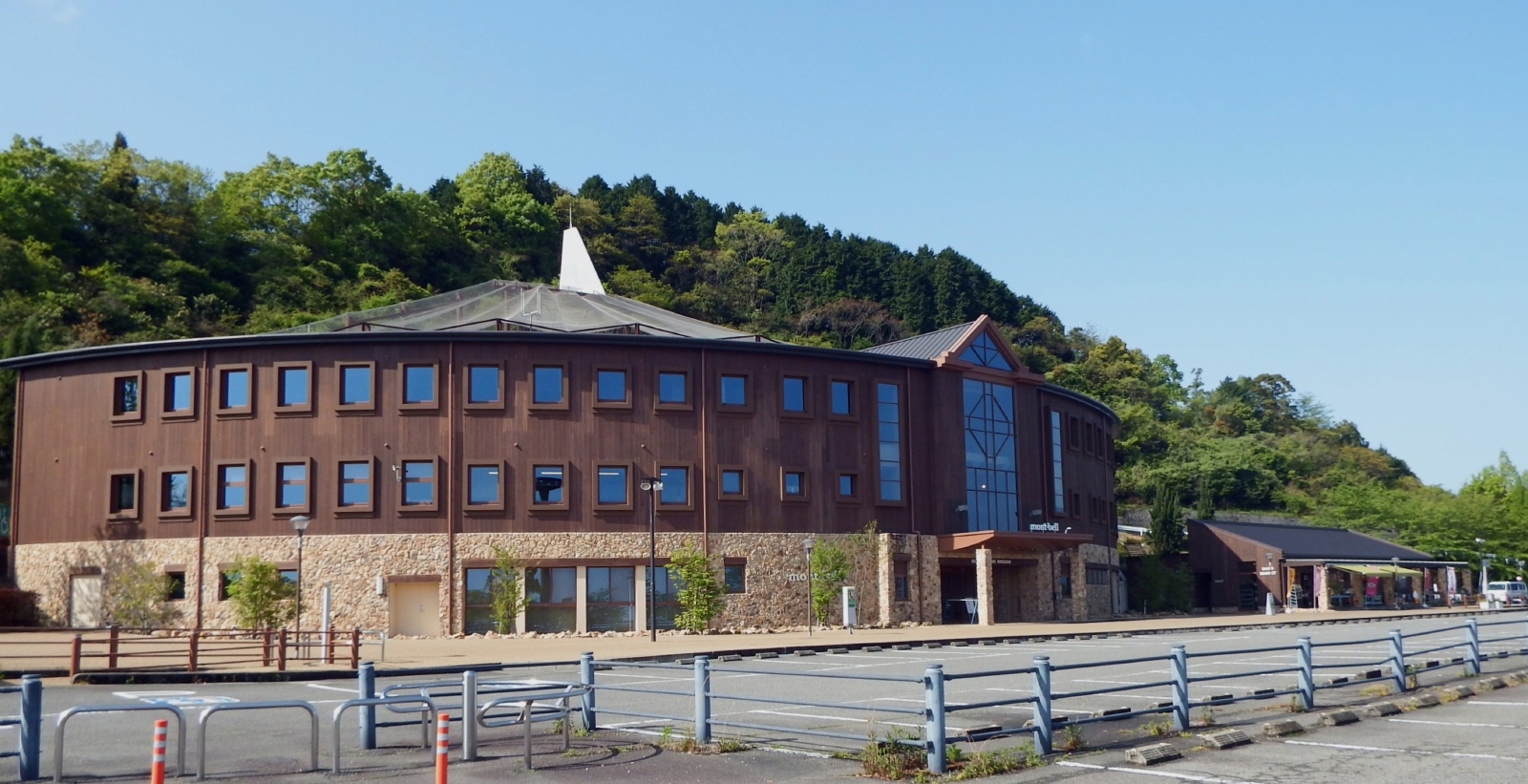
小松オアシス

## 概要
登録路線の国道11号からは市道を経由して2 km程度南に離れているため、実際は松山自動車道の石鎚山サービスエリアからの利用が主体である。初段のメイン建物部分は全面改装され2019年7月6日より再オープンした。
初段は、アウトドアオアシス石鎚で、メインの建物にアウトドア用品販売の「モンベルストア」やクライミング体験設備があり、その横に、「おあしす市場」と呼ばれる地元農家で収穫された野菜・果物や土産物を安価で販売する一角があり、東側は芝生のイベント広場やアスレチックの子供広場になっている。さらに、上の段は、天然温泉「椿温泉こまつ」で、サウナ・露天風呂・足湯があり、また、カフェレスト「シャラ」がある。

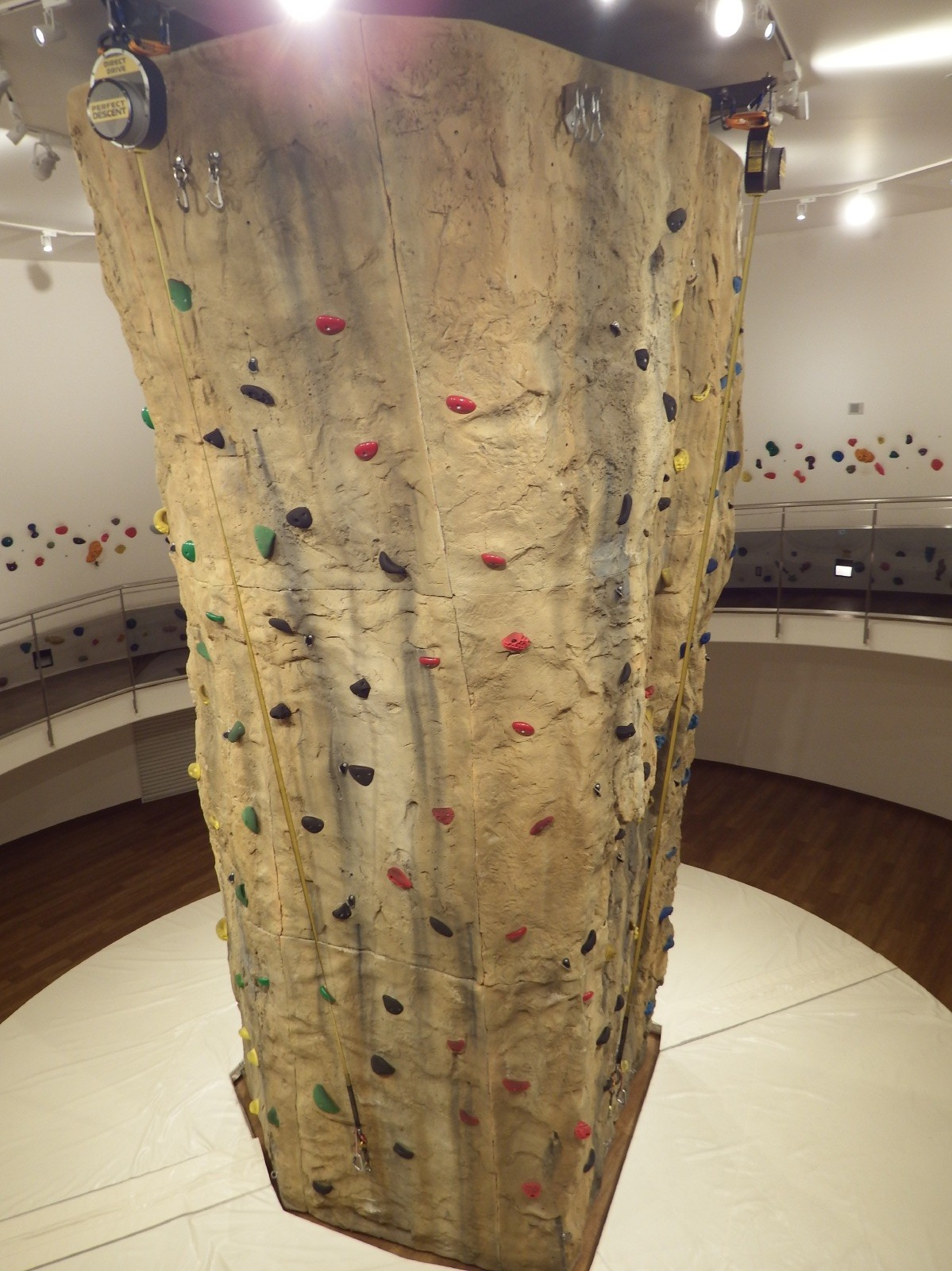
クライミング体験、ボルダリング体験

## 主な施設
公衆無線LANの利用が可能（料金は無料）
- 駐車場
  - 普通車：139台
  - 大型車：5台
  - 身障者用：1台
- トイレ
  - 男：大 16器（1器）、小 17器（3器）
  - 女：19器（4器）
  - 身障者用：3器（1器）

※（）内は、24時間利用可能 公衆電話
- 電気自動車用急速充電器(24時間) - 要事前登録

- モンベルアウトドアオアシス石鎚
  - ビジターセンター
  - モンベルストア（アウトドア用品販売）
  - クライミング体験、ボルダリング体験
- 特産品販売所 おあしす市場
- イベント広場・こども広場
- キャンプ場（高速道からは車で行けず、一般道から行く）

上段
- 天然温泉 椿温泉こまつ - 低張性弱アルカリ性低温泉営業午前10時 - 午後10時、水曜日休館
無料で足湯が利用できる
- カフェレスト・シャラ
- 会議室
- 展示室椿の温室

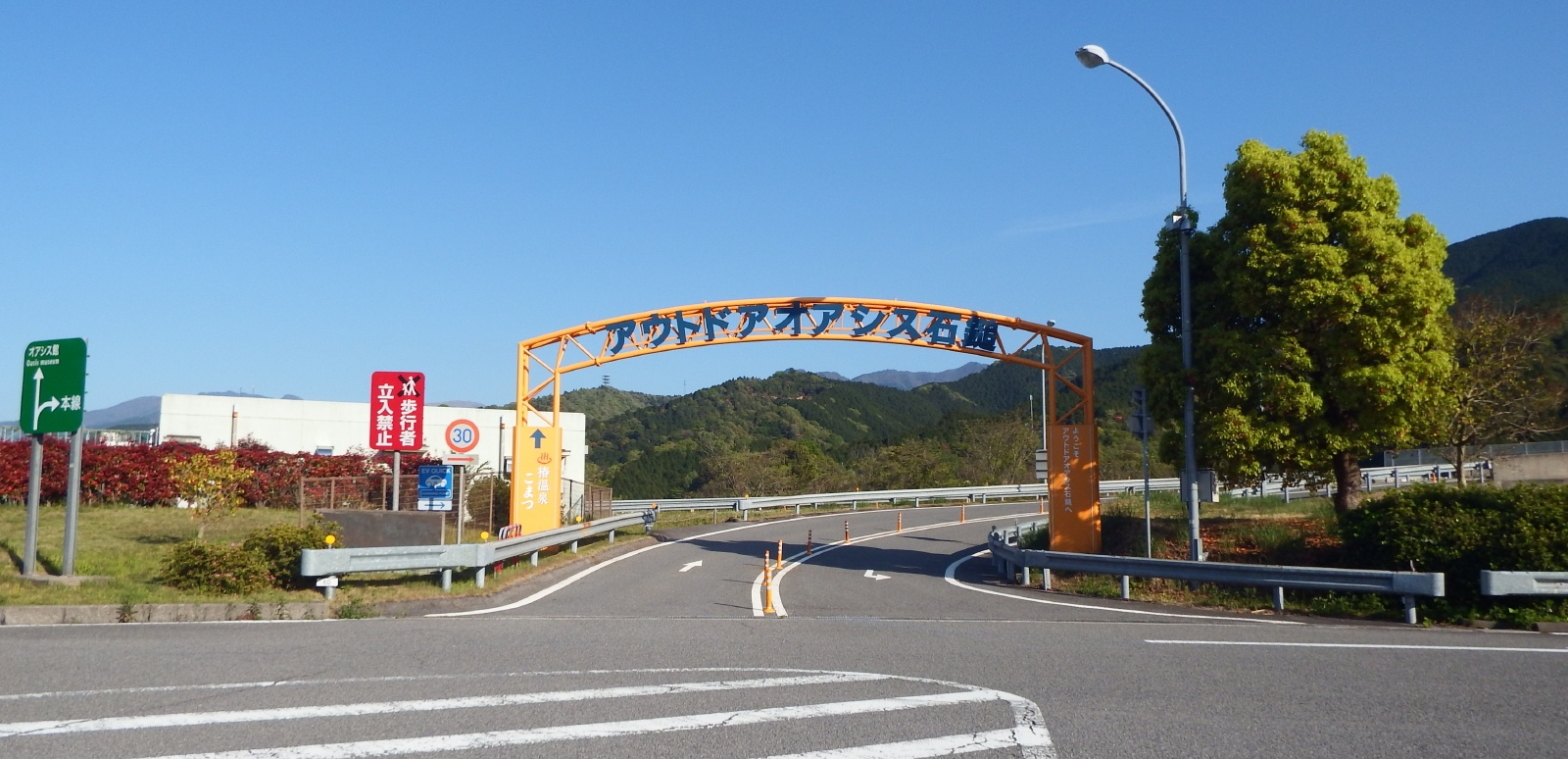
石鎚山サービスエリアからの入口
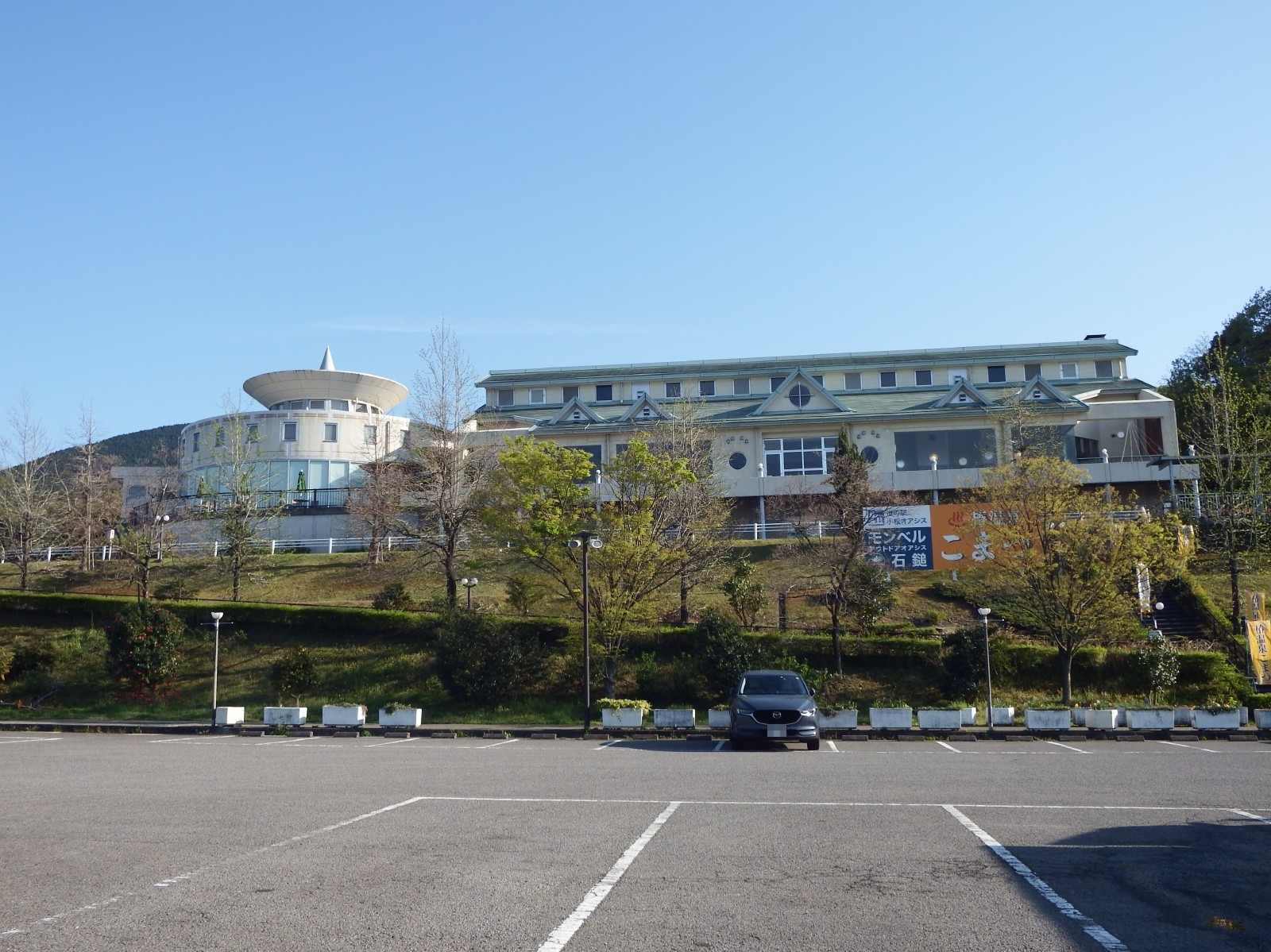
椿温泉こまつ
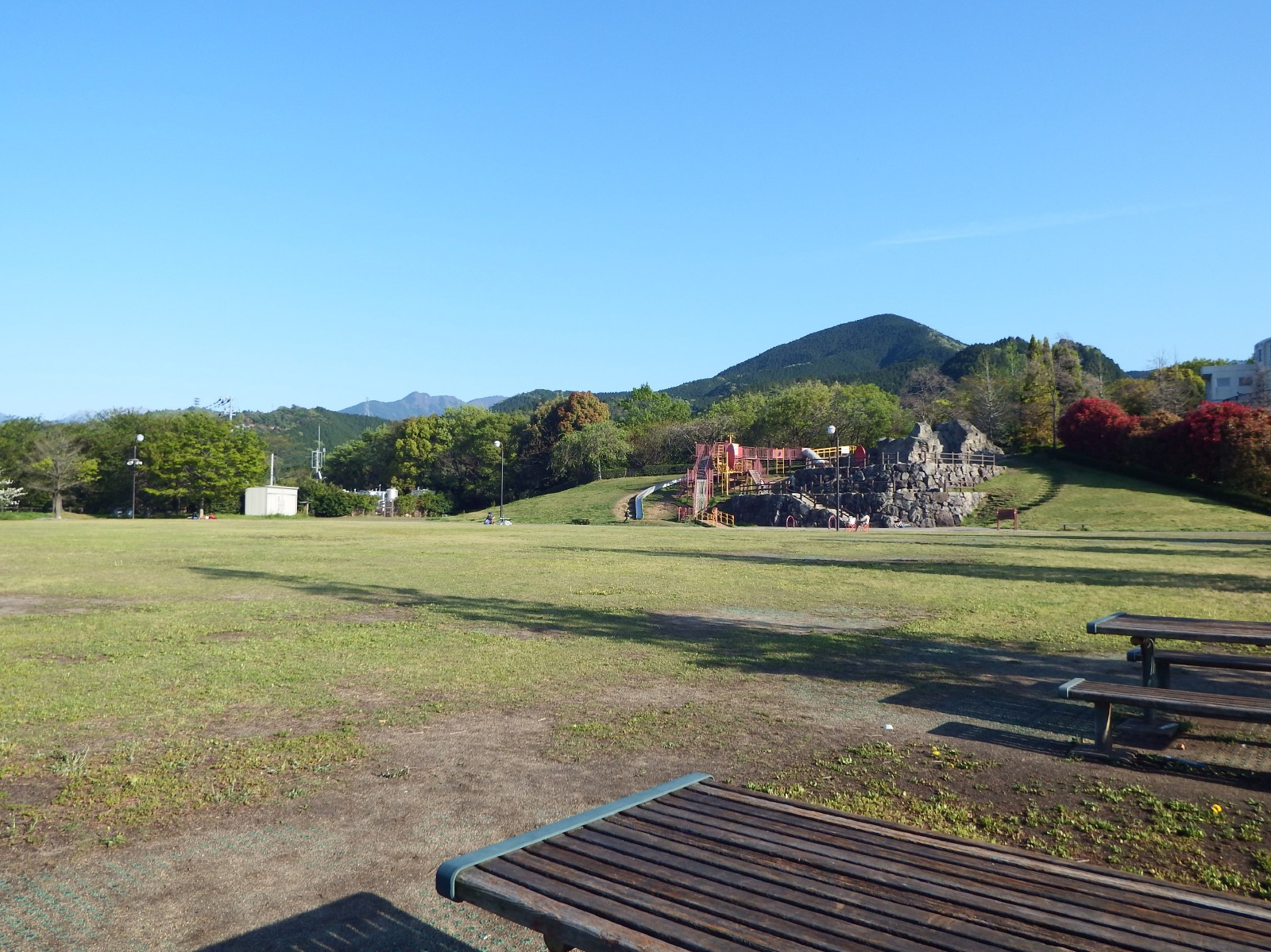
イベント広場・こども広場
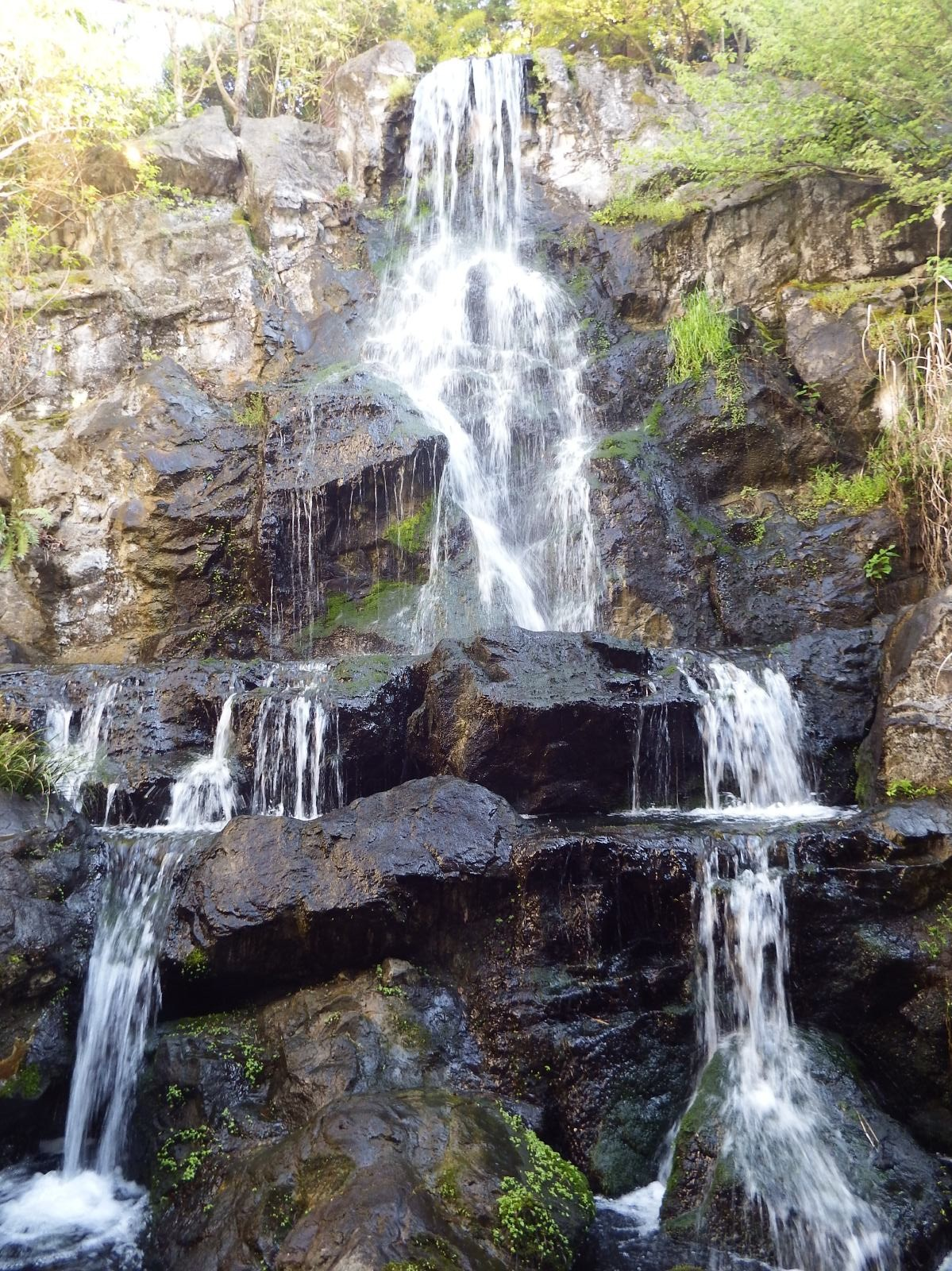
館内から見える滝
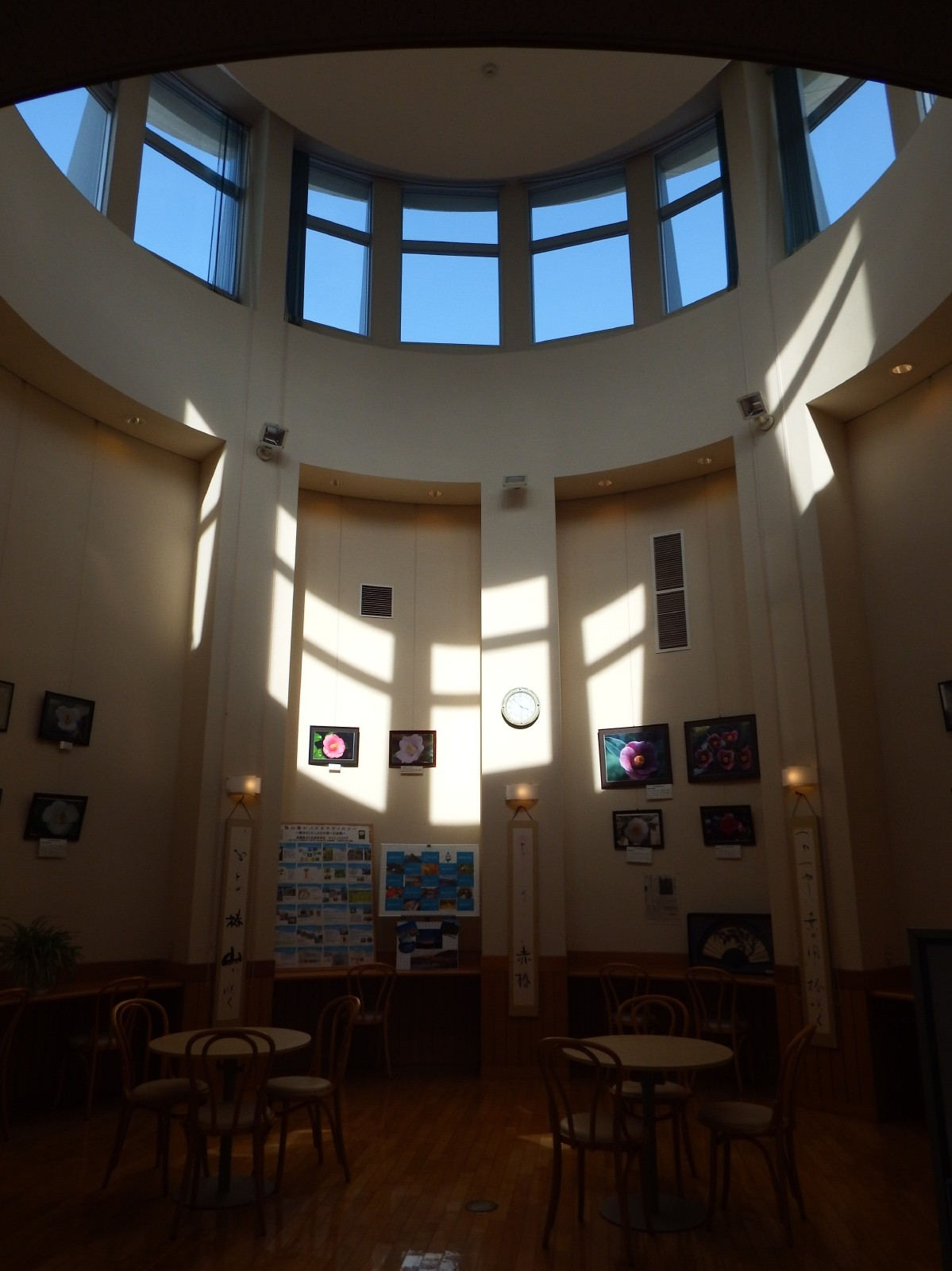
展示室

## アクセス
- 国道11号 - 登録路線
- 松山自動車道

## 周辺
- 香園寺（四国八十八箇所61番札所）